# Salicornia peregrina
Salicornia peregrina är en amarantväxtart som beskrevs av Johann Anton Weinmann och Ung.-sternb. Salicornia peregrina ingår i släktet glasörter, och familjen amarantväxter. Inga underarter finns listade i Catalogue of Life.